# Archaeopodagrion bilobatum
Archaeopodagrion bilobatum là loài chuồn chuồn trong họ Megapodagrionidae. Loài này được Kennedy mô tả khoa học đầu tiên năm 1946.